# Storkyro kyrka
Storkyro kyrka (finska: Isonkyrön kirkko) är en luthersk kyrkobyggnad i Storkyro i det finländska landskapet Södra Österbotten. Kyrkan är Storkyro församlings huvudkyrka och den stod färdig 1877.
Det finns även en äldre kyrka i Storkyro: S:t Lars kyrka. Båda kyrkor, tillsammans med Mariedahls prästgård, bildar en värdefull byggt kulturmiljö av riksintresse.

## Historia och arkitektur
Sockenstämman i Storkyro beslutade att bygga en ny kyrka 1843, efter att en inspektion beordrad av landshövdingen hade konstaterat att reparation och utbyggnad av den gamla kyrkan inte var möjlig. År 1864 beslutade kyrkostämman att bygga kyrkan enligt Georg Theodor Chiewitz' ritningar. Efter detta försenades byggandet med över tio år, bland annat på grund av förnyelse av ritningarna, Ylistaros separation till en egen församling och missväxtår.
Kyrkan genomgick en grundlig renovering och målades invändigt 1956, och målades om invändigt igen 1984.

## Inventarier
Kyrkans altartavla är från 1878. Den är en kopia av Rubens målning "Kristus på korset", utförd av Ida Silfverberg. Kyrkans klockor fanns ursprungligen i den gamla kyrkan.
Ljuskronan i mitten av kyrkan är från Tyskland. En del av kronorna har förts över från den gamla kyrkan.

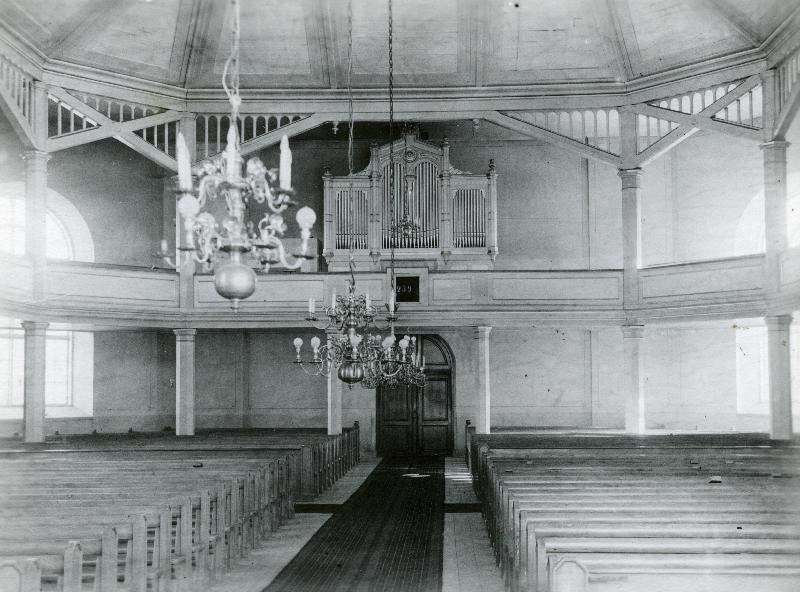
Orgeln år 1881.

Orgeln, som är i fransk-romantisk stil, byggdes av Åkerman & Lund från Stockholm år 1881. År 1963 utökade Virtanens orgelfabrik orgelns stämmor från 16 stämmor till 24 stämmor. Orgeln inkluderar även en så kallad celesta, som donerats av storkyrobor som emigrerat till Amerika. År 1989 genomförde Heinrichs orgelfabrik en fullständig service och reparation av orgeln.
Tornuret som visar tiden tillverkades av urmakare C.O. Glasberg från Storkyro, med donerade medel från en grupp unga män.

## Kapellet
Det röda jordfästningskapellet i tegel, som ligger bredvid kyrkan, är från år 1878. Det har troligen ritats av byggmästare August Lassallin, som ledde byggarbetet av den nya kyrkan.